# 张静生 (1941年)
张静生（1941年9月—），男，汉族，辽宁沈阳人，中国中医学家，辽宁中医药大学附属医院主任医师、教授。第四届国医大师。